# Hokejski vratar
Uloga vratara, ili golmana u hokeju na ledu je čuvanje svoga gola. Golman prati igru u svakom trenutku i u svakom trenutku, čak i kada njegovi igrači imaju pločicu, mora biti spreman zaustaviti šut. Postoje različiti stilovi branjenja i svaki stil ima svoj način postavljanja na golu. Bez obzira na stil i način igre, svaki golman mora biti fizički spreman igrati najmanje 60 minuta. Ostali igrači rade izmjene i tako stalno svježi i spremni ulaze u igru, dok u većini slučajeva samo golman ostaje u igri čitavo vrijeme. Nije uzrok samo fizički umor već i psihički napor, zbog kojeg kasnije dolazi do fizičkog umora. Golman ima veliku odgovornost i nosi teret čitave momčadi. Ako vratar nije u vrhunskoj formi, on neće biti u stanju odigrati cijelu utakmicu na visokoj razini.

## Oprema[1][2]
Golman u hokeju na sebi tijekom utakmice nosi opremu tešku 22 kilograma, a za vrijeme susreta vrhunski golmani moraju popiti oko dvije litre vode. Crna pločica teška 17 dekagrama prema golmanu leti brzinom od gotovo 170 kilometara na sat. Vrhunski golmani reagiraju za 0,13 sekundi, no često je i to - presporo. Stres kojem su golmani izloženi tijekom tempom nabijene hokejske utakmice je ogroman. Zbog toga, ali i konstantnog znojenja, izgube i više od četiri kilograma za nešto više od dva sata. Kod golmana toliko je faktora koji mu mogu poremetiti koncentraciju. Udarci su toliko brzi da često jednostavno ne vidie pločicu, nego se prema osjećaju postavljaju na golu. 
Kaciga
Golmanska kaciga razlikuje se od igračke po puno većoj površini, koja štiti dijelove glave i vrata, jer je golman izložen mnogobrojnim snažnim i brzim udarcima pločice. U početku su bile od pleksiglasa i znatno teže, a danas su izrađene od kevlara, fiberglasa i karbonskih vlakana. Hokejski golmani oduvijek su plijenili pažnju svojom opremom, a posebno kacigama. Golmani su poznati po svojim kacigama oslikanim najrazličitijim motivima. Ima tu vitezova, nacionalnih simbola, križeva, ukratko svega što golmani smatraju da bi im moglo donijeti sreću. 
Ovratnik
Nužan u sprečavanju ozljeda vrata. 
Štitnik za prsa
Plastron, ili štitinik za prsa, štiti prsa, ramena i nadlaktice od udara (tijela, palice ili pločice). Veličina mu mora biti prilagođena igraču - njegovoj poziciji i načinu igre. Plastron ne bi smio ograničavati pokrete ruku (u ramenima), vrata i glave. Izrađen je od pjene i karbonskih vlakana, a prije 10-ak godina bio je manji.
Bloker i hvatač
Golmani zbog svoje uloge, umjesto rukavice imaju na rukama bloker, kojim odbijaju pločicu. Hvatač im služi pri uhvatanju pločice.
Suspenzor
Suspenzor čuva genitalije igrača i obavezan je komad opreme.
Hlače
Hlače štite trbušnu šupljinu, bubrege, donji dio kralježnice, trticu i natkoljenicu. To ih čini vrlo važnim dijelom opreme. Preporučuje se da nikako ne budu premale, ali niti suviše velike. Poželjno je da imaju (plastična) ojačanja oko bubrega i na stražnjem dijelu nogu kao i na trtici. 
Betoni
Golman umjesto šicera ima betone koji su najopterećeniji dio opreme, zbog svoje izloženosti mnogobrojnim snažnim i brzim udarcima pločice, i zbog korištenja u obrani svojega gola.
Štucne
Obavezna oprema svakog igrača.
Klizaljke
Klizaljke su osnovni dio opreme i kao takve zaslužuju povećanu pažnju pri izboru i održavanju. Dobre klizaljke moraju imati čvrstu i dobro dizajniranu petu (visina pete trebala bi biti nešto viša od visine prstiju) i dio koji štiti i podržava skočni zglob. Oštrica je znatno niža od običnih kako bi golman bio što stabilniji, a i duža kako bi se pokrio prostor.
Palica
Hokej se igra palicom. Sam izbor palice (zakrivljenost šlapice lijevo ili desno, njezina visina, dužina otvorenost na vrhu i oblik, dužina i savitljivost štila) toliko ovise o igraču da je palica vjerojatno najosobniji dio opreme svakog igrača. Kraj palice je zadebljan i povišen kako bi pokrio više prostora među nogama. Veća je od obične palice pa je punjena pjenom kako bi bila lakša.
Štitnici
Izgledaju jednostavno, no štitnici su iznutra složeni. Imaju i podršku za koljena kako bi vratar mogao lakše stajati u položaju čučnja.

## Ozljede
Za vratare ozljede mogu biti brutalne, a kao razlog se navode upravo primjeri loše koncentracije, umora i drugih faktora. Godine 1989. golmanu Buffalo Sabresa, Clintu Malarchuku, protivnički igrač je u sudaru klizaljkom doslovce prerezao vrat. Spasio ga je klupski liječnik. Stisnuo mu je vratnu žilu i usporio krvarenje. 

## Stil i način branjenja[3]
Ovo je osnovni položaj svakog golmana. Ruke se nalaze ispred, a tijelo i ramena okrenuti su prema zbivanju na ledu. Koljena su savijena, palica stoji ravno na ledu i teret ukupnog tijela nalazi se na nožnim prstima i prednjem dijelu stopala. To je veoma važno kako bi mogući pokret tijelom bio ubrzan i učinkovit.
Golman je ispred gola i dovoljno udaljen od gol linije da napadač ne vidi mrežu. Kada se golman pomakne, čitavo se tijelo istovremeno pomiče, tako da je ponovo u spremnom stavu zaustavi se. Golman se odguruje nogama, ali ne pomiče gornji dio tijela. Ovakvo kretanje je naporno za noge, ali je neophodno da se golman kreće kao jedno tijelo, a ne u više pokreta. Kada se govori o golmanima, obično se govori i o njegovom stilu. Postoje tri opće prihvaćena stila.

### Stand-up
Stand-up stil, ili stojeći stil, je stil koji se sada već uglavnom ne koristi, tako reći već je zastario. Sada je već teško zamisliti da su nekada svi golmani branili stojeći i da se bacanje na led nekada kažnjavalo. Davne 1918. godine golman koji bi se bacio bi bio kažnjen s 2 minute. National Hockey Association (nekadašnja verzija NHL-a) je kažnjavala golmane s 2 dolara za svaki pad na led. Ali te godine se pojavio Clint Benedict. Clint je bio golman koji je prirodno prihvatio stil bacanja na led. Toliko se bacao, da je National Hockey Association procijenila da će u budućnosti biti nemoguće kažnjavati Benedicta za svaki pad, pa su bili prisiljeni izbrisati to pravilo. Ovaj stil je sada neprimjenjiv u brzoj igri. Veliki broj pločica nisko upućenih prema golu lako prolaze. Golman je prisiljen braniti klizaljkom, te zbog toga gubi ravnotežu. Uz to ima veoma tešku hokejsku opremu na sebi, tako da je nemoguće braniti takve situacije.
Ipak, u nekim situacijama, vrhunski golmani još uvijek primjenjuju ovaj stil. Napad sa strane, iz blizine, onemogućava napadača da vidi čitav gol, već on vidi samo njegov uži dio. Iz njegovog kuta on vidi samo jedan mali prostor u koji mora smjestiti pločicu. Tada golman može da se ispravi i namjesti se. Unutrašnja noga (ona do stative) treba se nasloniti na stativu, da bi pokrila taj mali prostor. Sada je golman zaklonio čitav gol, ali još uvijek postoje dvije opasnosti. Jedna je da će pak proći ispod klizaljke. Klizaljke su uske i golman se pritisnuo uz vratnicu tako da ih ne može dovoljno brzo izvući da bi šutnuo pločicu. Zbog toga je važno da palica bude uvijek na ledu ravna, a ne nagnuta na jednu stranu. U igri je lako podignuti palicu, pogotovo ako je previše krataka ili dugačka. Ako je golman pravilno postavljen, on time oduzima mogućnost napadaču u postizanju gola. Druga opasnost je da će igrač s pločicom centrirati i u tom slučaju golman neće biti u spremnoj poziciji da dočeka šut prema praznoj mreži. Ovaj stil se koristi i kada se golman nađe u duelu s jednim protivničkim igračem. Tada golman izlazi prema napadaču ili se vraća u mrežu. Rukavica i bloker se drže uz tijelo.

### Butterfly
Butterfly stil, ili tzv. "leptir" stil je najčešće korišteni stil vratara. Iako, kao svi drugi, ima svoje kritičare, danas je prihvaćen kao najbolji i najučinkovitiji stil. U ovom stilu noge su raširene više od ramena i golman praktički čuči. Rukavica i bloker su dignuti na visinu između koljena i struka. Sada vratar daje posebne zadatke gornjem i donjem dijelu tijela. Naime, gornji dio tijela (ramena, grudi, ruke, čak i glava) brane gornju polovicu gola, a donji dio tijela (noge, trbuh) brane prolaz niskim šutevima. Ovaj stil podrazumjeva da vratar ima brze reflekse i jake noge. Pokretljivost je vitalna i zato je važno da golman ne zakoči koljena. Golman se često baca na led i mora imati jake nožne mišiće. On koristi samo noge da bi se digao i vratio u osnovni položaj. Ne bi trebao koristiti ruke da bi se podigao, ruke moraju biti spremne da dočekaju mogući šut. Ako koristi ruke da bi ustao, to obično znači da on nije u formi.
Vratar koji svaki put padne na koljena postaje predvidljiv golman. Igrači to brzo uvide i takvom golmanu uvijek šutiraju visoko gore, iznad ramena. Zato je važno da vratar kombinira stilove i ponekad iznenadi napadače. Tijekom treniranja, vratae bi trebao provesti neko vrijeme vježbajući visoke šuteve. Veliki broj vratara koji se mogu probiti među najbolje imaju upravo taj problem. Njihovi pokreti su predvidljivi i napadači ne moraju mnogo puno razmišljati kada se nađu sami u protivničkoj trećini. Golmani koji koriste ovaj stil uvijek su poravnati (ramena i noge okrenuti prema napadaču) i brzo se kreću s jedne strane na drugu.

### Hybrid
Ovo je kombinacija stand-up i "leptir" stila. Vratar je nešto ispravljeniji i drži rukavicu u visini između prsa i ramena. Noge su otprilike ispod ramena, a koljena su sastavljena. U praksi, vratari obično počnu ovako dok su izvan gola, ali dok se pomiču unazad polako se spuste u klasični butterfly položaj.

## Trofeji za vratare

### NHL
- Vezina Trophy - dodjeljuje se najboljem golmanu prema izboru trenera svih momčadi.
- William M. Jennings Trophy - dodjeljuje se golmanu koji je odigrao najmanje 25 utakmica i primio najmanje golova u regularnoj sezoni.
- Roger Crozier Saving Grace Award - dodjeljuje se golmanu s najvišim postotkom uhvaćenih pločica i s najmanje 25 utakmica u regularnoj sezoni.
- Hart Trophy - dodjeljuje se najboljem igraču regularne sezone, što uključuje i golmane i klizače.

## Vanjske poveznice
- Stranica HockeyGoalies.org
- Stranica The Goalies Archive